# DirSync Pro
DirSync Pro est un logiciel libre de synchronisation et de sauvegarde pour Windows, GNU/Linux et Macintosh. La première version a été publiée en février 2003 et le logiciel a été en développement depuis lors.
DirSync Pro fournit une interface utilisateur graphique à partir de laquelle l'utilisateur peut gérer et exécuter plusieurs tâches de synchronisation. Il permet la synchronisation de dossier à dossier, mais pas la synchronisation via FTP. L'utilitaire est entièrement portable
Linux.com a évalué positivement le logiciel, indiquant qu'« il rend la synchronisation bidirectionnelle aussi simple que de sélectionner deux répertoires » . De même, freshmeat considère que c'est un logiciel « puissant et simple à configurer ».